# Natalie Zea
Natalie Zea (Houston, 17 marzo 1975) è un'attrice statunitense.

## Filmografia

### Cinema
- Boys Don't Cry, regia di Kimberly Peirce – cortometraggio (1995)
- Macbeth in Manhattan, regia di Greg Lombardo (1999)
- Lucid Days in Hell, regia di John Brenkus (1999)
- From a Place of Darkness, regia di Douglas A. Raine (2008)
- I poliziotti di riserva (The Other Guys), regia di Adam McKay (2010)
- The Sexy Dark Ages, regia di Alex Fernie – cortometraggio (2011)
- Method, regia di Rider Strong e Shiloh Strong – cortometraggio (2011)
- InSight, regia di Richard Gabai (2011)
- Burden of Evil - Il peso del male (Burden of Evil), regia di Michel Monty (2013)
- Too Late, regia di Dennis Hauck (2015)
- Grey Lady, regia di John Shea (2016)
- La lista dei fan**lo (The F**k-It List), regia di Michael Duggan (2020)
- Happily, regia di BenDavid Grabinski (2021)

### Televisione
- D.C. – serie TV, episodio 1x04 (2000)
- CSI - Scena del crimine (CSI: Crime Scene Investigation) – serie TV, episodio 1x19 (2001)
- MDs – serie TV, episodio 1x06 (2002)
- The Shield – serie TV, 5 episodi (2004)
- Eyes – serie TV, 12 episodi (2005-2007)
- Due uomini e mezzo (Two and a Half Men) – serie TV, episodio 3x05 (2005)
- Freddie – serie TV, episodio 1x19 (2006)
- Senza traccia (Without a Trace) – serie TV, episodio 4x24 (2006)
- Just Legal – serie TV, episodio 1x06 (2006)
- Dirty Sexy Money – serie TV, 23 episodi (2007-2009)
- Hung - Ragazzo squillo (Hung) – serie TV, 4 episodi (2009)
- Medium – serie TV, episodio 6x01 (2009)
- Justified – serie TV, 36 episodi (2010-2015)
- The Defenders – serie TV, episodi 1x01-1x02-1x03 (2010)
- Law & Order: LA – serie TV, episodio 1x06 (2010)
- Franklin & Bash – serie TV, episodio 1x02 (2011)
- Royal Pains – serie TV, episodio 3x01 (2011)
- Person of Interest – serie TV, episodio 1x01 (2011)
- Californication – serie TV, 4 episodi (2012-2013)
- The Following – serie TV, 21 episodi (2013-2014)
- Under the Dome – serie TV, episodi 1x09-1x10-1x11 (2013)
- The Rebels – serie TV, episodio 1x01 (2014)
- The Detour – serie TV, 41 episodi (2016-2019)
- White Famous – serie TV, 4 episodi (2017)
- 9-1-1: Lone Star – serie TV, episodi 1x05-1x09 (2020)
- The Unicorn – serie TV, 9 episodi (2020-2021)
- La Brea – serie TV, 24 episodi (2021-in corso)
- Chicago Med – serie TV, episodio 9x12 (2024)

## Doppiatrici italiane
Nelle versioni in italiano delle opere in cui ha recitato, Natalie Zea è stata doppiata da:
- Francesca Fiorentini in The Following, The Detour, La Brea, Chicago Med
- Sabrina Duranti in Californication, La lista dei fan**lo
- Claudia Catani in The Shield
- Deborah Ciccorelli in Eyes
- Pinella Dragani in Dirty Sex Money
- Eleonora De Angelis in Justfied
- Claudia Catani in Law & Order: LA
- Barbara De Bortoli in Person of Interest
- Elisabetta Spinelli in Under the Dome
- Debora Magnaghi in Burden of Evil - il peso del male
- Beatrice Caggiula in White Famous
- Roberta Pellini in 9-1-1: Lone Star